# Noctua alba
Noctua alba là một loài bướm đêm trong họ Noctuidae.